# Naučná stezka parkem Petra Bezruče
Naučná stezka parkem Petra Bezruče je krátká naučná stezka v městském parku „park Petra Bezruče“ v části Nový Bohumín města Bohumín v okrese Karviná. Geograficky se také nalézá v nížině Ostravská pánev v Moravskoslezském kraji.

## Popis a historie stezky
Naučná stezka parkem Petra Bezruče, která začíná u vstrupu do parku ze strany ulice Jana Palacha, je zaměřena na stromy a dřeviny v parku a částečně také na historii parku. Stezka má celkem 30 zastavení s informačními tabulemi. První informační tabule je úvodní a ostatních 29 tabulí je umístěno u zajímavých domácích a zahraničních stromů rostoucích v parku a krátce je popisují. Mimo trasu naučné stezky jsou také další zajímavé stromy. Naučná stezka vznikla asi v roce 2012.
| Zastavení | Název                                             |     | Zastavení                                     | Název |
| --------- | ------------------------------------------------- | --- | --------------------------------------------- | ----- |
| 0.        | Střípky z historie parku                          | 15. | Akát bílý (Robinia pseudoaccacia)             |       |
| 1.        | Jírovec maďal (Aesculus hippocastanum)            | 16. | Javor mléč (Acer platanoides)                 |       |
| 2.        | Olše lepkavá (Alnus glutinosa)                    | 17. | Jasan ztepilý (Fraxinus excelsior)            |       |
| 3.        | Jírovec červený (Aesculus x carnea "Briotii")     | 18. | Tis červený (Taxus baccata)                   |       |
| 4.        | Buk lesní (Fagus silvatica „Atropunicea")         | 19. | Lípa srdčitá (Tilia cordata)                  |       |
| 5.        | Liliovník tulipánokvětý (Liriodendron tulipifera) | 20. | Lípa zelená, krymská (Tilia x euchlora)       |       |
| 6,        | Pěnišník (Rhododendron hybridum hort)             | 21. | Jeřáb břek (Sorbus torminalis)                |       |
| 7.        | Smrk omorika, Pančičův (Picea omorika)            | 22. | Cypřišek hrachonosný (Chamaecyparis pisifera) |       |
| 8.        | Bříza bílá (Betula verrucosa)                     | 23. | Borovice černá (Pinus nigra)                  |       |
| 9.        | Jedlovec kanadský (Tsuga canadensis)              | 24. | Platan javorolistý (Platanus x acerifolia)    |       |
| 10.       | Javor klen (Acer pseudoplatanus)                  | 25. | Líska turecká (Corylus colurna)               |       |
| 11.       | Lípa velkolistá (Tilia platyphyllos)              | 26. | Jilm horský (Ulmus glabra)                    |       |
| 12.       | Dub červený (Quercus rubra)                       | 27. | Jinan dvojlaločný (Ginkgo biloba)             |       |
| 13.       | Katalpa trubačovitá (Catalpa bignonioides)        | 28. | Modřín opadavý (Larix decidua)                |       |
| 14.       | Dub letní (Quercus robur)                         | 29. | Habr obecný (Carpinus betulus)                |       |

## Další informace
Části naučné stezky se také kryjí s cyklostezkou a in-line stezkou. Stezka také vede kolem Pomník obětem 1. a 2. světové války. Stezka, podobně jako celý park Petra Bezruče, je celoročně volně přístupné.

## Galerie

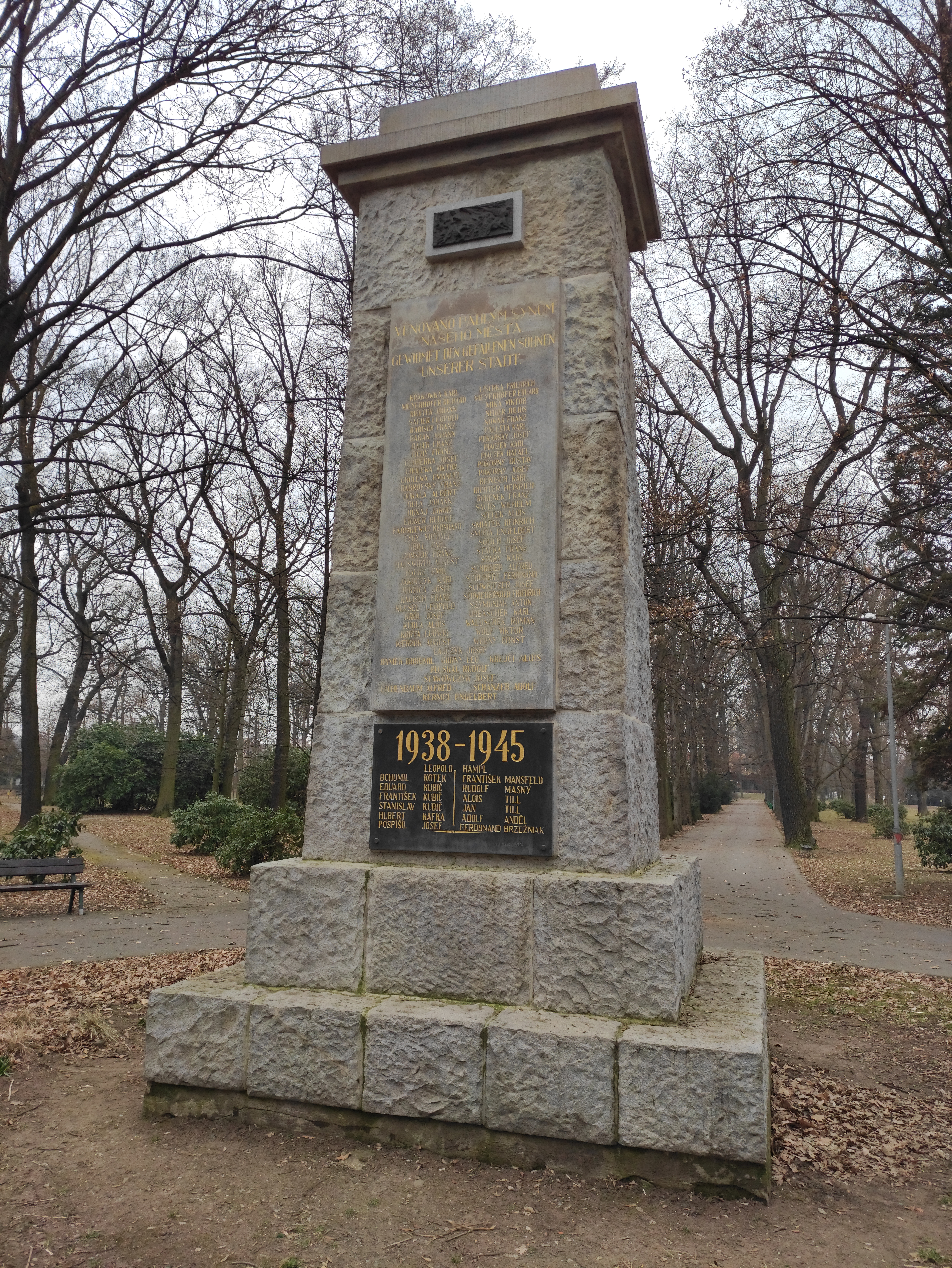
Pomník obětem 1. a 2. světové války